# Erik Piers
Erik Piers (født i 1972) er en dansk forfatter og multikunstner. Erik Piers debuterede i 1995 med novellesamlingen Sommerfuglens vingeslag. Piers er måske mest kendt for sit samarbejde med forfatteren Søren Damm om romanen Melodrama fra 1996.